# アレックス・ジョーンズ (バスケットボール)
アレクサンダー・ジョーンズ（Alexander Jones、1987年10月17日 - ）は、アメリカ合衆国のプロバスケットボール選手。アリゾナ州出身。ポジションはセンター。

## 来歴
2013年に豊田通商ファイティングイーグルス名古屋と契約。
2016年、東京八王子トレインズに移籍。
2019年、越谷アルファーズに移籍。シーズン途中に茨城ロボッツに移籍。
2020年、西宮ストークスに移籍
。シーズン途中にアースフレンズ東京Zに移籍。
2021年、岩手ビッグブルズ に移籍。